# Mask Off (Lied)
Mask Off (englisch für „Maske ab“) ist ein Lied des US-amerikanischen Rappers Future. Der Song erschien am 17. Februar 2017 auf seinem fünften Studioalbum Future und wurde am 18. April 2017 als zweite Single aus diesem veröffentlicht.

## Inhalt
Mask Off handelt von Futures Aufstieg vom in Armut lebenden Kriminellen zum reichen Star. Dabei rappt er aus der Perspektive des lyrischen Ichs über die typischen Gangsta-Rap-Themen, wie Gewalt, Drogen (Percocet, Molly) und Geld. Er preist seine Gang, die auf der ganzen Welt vernetzt sei und Geschäfte mache sowie Überfälle begehe, wodurch er ein Leben in Luxus und Reichtum führen könne. Zudem stellt er Geld über Frauen und protzt mit teuren Autos.

“Percocets (Ya), molly, Percocets (Percocets)

Rep the set (Yee), gotta rep the set (Gang, gang)

Chase a check (Chase it), never chase a bitch (Don’t chase no bitches)

Mask on (Off), fuck it, mask off (Mask)”

## Produktion
Der Song wurde von dem US-amerikanischen Musikproduzenten Metro Boomin produziert, der neben Future und Tommy Butler auch als Autor fungierte. Die charakteristische Melodie basiert auf einem Sample des Stücks Prison Song von Tommy Butler feat. Carlton Williams aus dem Jahr 1978.

## Musikvideo
Bei dem zu Mask Off gedrehten Musikvideo führte Colin Tilley Regie. Es feierte am 5. Mai 2017 Premiere und verzeichnet auf YouTube über 627 Millionen Aufrufe (Stand: Januar 2025). Zu Beginn fährt Future zusammen mit dem Model Amber Rose in einem Bentley Continental GT durch die nächtliche Stadt. Dabei kommen sie an einem Geschäft vorbei, in dem ein Raubüberfall mit Schusswaffeneinsatz stattfindet, und die maskierten Täter mit dem Geld flüchten. Sie fahren weiter durch die Stadt, wobei Ausschreitungen, Schießereien und zahlreich Brände zu sehen sind. Future rappt nun auf dem Dach eines Gebäudes vor der aufgebrachten Menge, die sich Straßenschlachten mit der Polizei liefert. Gegen Ende steht er selbst auf der Straße zwischen den Menschen und ist wiederum mit Amber Rose im Auto zu sehen.

## Single

### Covergestaltung
Das Singlecover ist schwarz-weiß gehalten und zeigt Future, der sich eine Hand wie eine Pistole vors Gesicht hält und damit ein Auge verdeckt. Mit dem anderen Auge blickt er den Betrachter ernst an. Mitten im Bild befinden sich von unten nach oben geschrieben die Schriftzüge Future und Mask Off in Grau bzw. Weiß. Der Hintergrund ist grau gehalten.

### Chartplatzierungen
Mask Off stieg am 10. März 2017 auf Platz 83 in die deutschen Singlecharts ein und erreichte fünf Wochen später mit Rang zwölf die beste Platzierung, auf der es sich zwei Wochen hielt. Insgesamt war das Lied 25 Wochen lang in den Top 100 vertreten. Die Top 10 erreichte der Song unter anderem in Frankreich, den Vereinigten Staaten, Neuseeland, Finnland, Schweden, der Schweiz und Norwegen. In den deutschen Single-Jahrescharts 2017 belegte das Lied Position 53.
| ChartsChartplatzierungen       | Höchstplatzierung | Wochen |
| ------------------------------ | ----------------- | ------ |
| Deutschland (GfK)              | 12 (25 Wo.)       | 25     |
| Österreich (Ö3)                | 20 (19 Wo.)       | 19     |
| Schweiz (IFPI)                 | 9 (34 Wo.)        | 34     |
| Vereinigte Staaten (Billboard) | 5 (31 Wo.)        | 31     |
| Vereinigtes Königreich (OCC)   | 22 (27 Wo.)       | 27     |

| ChartsJahrescharts (2017)      | Platzierung |
| ------------------------------ | ----------- |
| Deutschland (GfK)              | 53          |
| Schweiz (IFPI)                 | 34          |
| Vereinigte Staaten (Billboard) | 14          |
| Vereinigtes Königreich (OCC)   | 43          |

### Auszeichnungen für Musikverkäufe
Mask Off erhielt im Jahr 2023 in Deutschland für mehr als 800.000 verkaufte Einheiten eine doppelte Platin-Schallplatte, womit es zu den meistverkauften Rapsongs des Landes gehört. In den Vereinigten Staaten wurde es 2022 für über neun Millionen Verkäufe mit Neunfach-Platin ausgezeichnet. Mit weltweit mehr als 14 Millionen ausgezeichneten Verkäufen zählt es zu den kommerziell erfolgreichsten Liedern des Rappers.
| Land/Region                  | Auszeichnungen für Musikverkäufe (Land/Region, Auszeichnung, Verkäufe) | Verkäufe   |
| ---------------------------- | ---------------------------------------------------------------------- | ---------- |
| Australien (ARIA)            | 3× Platin                                                              | 210.000    |
| Belgien (BRMA)               | Platin                                                                 | 30.000     |
| Dänemark (IFPI)              | 2× Platin                                                              | 180.000    |
| Deutschland (BVMI)           | 2× Platin                                                              | 800.000    |
| Frankreich (SNEP)            | Diamant                                                                | 233.333    |
| Griechenland (IFPI)          | 2× Platin                                                              | 40.000     |
| Italien (FIMI)               | 2× Platin                                                              | 200.000    |
| Kanada (MC)                  | Diamant                                                                | 800.000    |
| Mexiko (AMPROFON)            | 3× Gold                                                                | 90.000     |
| Neuseeland (RMNZ)            | 5× Platin                                                              | 150.000    |
| Niederlande (NVPI)           | 2× Platin                                                              | 80.000     |
| Österreich (IFPI)            | Gold                                                                   | 15.000     |
| Polen (ZPAV)                 | 4× Platin                                                              | 200.000    |
| Portugal (AFP)               | Platin                                                                 | 10.000     |
| Schweden (IFPI)              | 3× Platin                                                              | 120.000    |
| Schweiz (IFPI)               | Platin                                                                 | 20.000     |
| Spanien (Promusicae)         | Platin                                                                 | 60.000     |
| Vereinigte Staaten (RIAA)    | 9× Platin                                                              | 9.000.000  |
| Vereinigtes Königreich (BPI) | 3× Platin                                                              | 1.800.000  |
| Insgesamt                    | 2× Gold · 42× Platin · 2× Diamant ·                                    | 14.038.333 |

Hauptartikel: Future (Rapper)/Auszeichnungen für Musikverkäufe